# سورن آرندروب
أدولف سورن آرندروب (بالإنجليزية: Adolph Søren Arendrup)‏ (ت. 14 نوفمبر 1875) عسكري دنماركي مرتزق، عمل في الجيش المصري في عهد الخديوي إسماعيل. وقد قاد حملة الحبشة حتى معركة جوندت التي أبيدت فيها القوة المصرية بقيادته والبالغ عددها 2,000 جندي.
معركة جوندت أو معركة جوندت (14 نوفمبر 1875) تقدم الجيش المصري بقيادة العقيد الدنماركي سورن آرندروب مؤلفا من 3000 من المشاة المسلحين ببنادق رمنجتون و 12 مدفع جبلي وتحت قيادة العديد من الضباط الأوروبيين والأمريكان (الكونفدراليين) إلى جوندت في طريقه إلى عدوة حيث هاجمه الجيش الإثيوبي بقيادة الإمبراطور يوحنس الرابع من المقدمة. قامت فرقة إثيوبية أخرى بقيادة الراس شلاقة علولة بالانفصال لمواجهة الكتيبة المصرية المتقدمة من قلعة أدي ثم التفت تحت جنح الليل من فوق الجبل حول مؤخرة الجيش المصري الرئيسي المتمركز بالوادي السحيق مما أدي إلى سقوط الجيش المصري بين طرفي كماشة - الأمر الذي أدى في صباح 15 نوفمبر إلى مذبحة للقوات المصرية لم ينج منها سوى نحو 300 جندي انسحبوا إلى مصوع تحت قيادة العميد الأمريكي دورنهولتز ورؤوف بك.
قتلى الجيش المصري كان بينهم سورن آرندروب وأراكل نوبار (ابن أخي رئيس الوزراء المصري نوبار باشا) والكونت زيشي ورستم بك. قتلى الإثيوبيين بلغوا 500 في ذلك اليوم.
غنم الإثيوبيون 2200 بندقية و 16 مدفع - اثنان من تلك المدافع ما زالا يزينان الساحة الكبرى لمدينة أكسوم العاصـمة التـاريخية للحـبشـة وعرق الأمـهـرة.

## حملة أرندروب ومعركة گوندت
بدأ إسماعيل ينفذ خطته، فقلد الكولونيل أرندروب الحملة الأولى في 17 سبتمبر 1875، وعلى ذلك غادر مصر إلى مصوع لقيادة القوات فيها وفي سنهيت (216)، وقد صحبه كمساعدين له في الحملة كونت زيكي، وميجور دورهولتس، وميجور دنيسون كان هؤلاء من العسكريين الأجانب. أما من المصريين فكان القائمقام رستم ناجي والبكباشي عمر رشدي. وانضم إليهم أراكيل بك محافظ مصوع. وقد وصل أرندروب ومن معه من المساعدين إلى مصوع في 26 سبتمبر سنة 1875.
وكانت التعليمات الصادرة إلى أرندروب تقضي ببحث الآثار التي نجمت عن تحركات وغارات جيوش يوحنا على الأهالي في كل من مصوع وبوجوس، والا يحارب يوحنا إذا تقهقر بيجوشه، ويبقى بعيدا عن أراضي أثيوبيا، على أن يكون مستعدا لصد أي عدوان، ولا يقتفي أثر الأثيوبيين خلف حدود الحماسين (هماسين) إلا إذا كان هناك ميزة حربية هامة. واذا لم يرد الإمبراطور على رسالة منزنجر الودية فعلى أرندروب أن يحتل الحماسين ويظل محتلال لها حتى يقدم الإمبراطور الضمانات التي يراها أرندروب أنها تحفظ السلام وتوقف الغارات الإثيوبية، واذا تم ذلك فعلى أرندروب أن يخلي الحماسين فورا، إذا لم يقدم يوحنا هذه الضمانات، فيحتل بجانب الحماسين الأراضي التي ادعى يوحنا بتبعيتها له في جنوب شرقي مصوع وفي جيندا ومنطقة استخراج الملح في شمال أرضي الدناكل، وهي ولاية كيركهام، واقصائه عنها ثم الاحتياط لصد أي هجوم مضاد من الأثيوبيين. وضم بعض مناطق من إقليم الحماسين لكي ينفذ الخديوي مشروعه بمد خط حديدي بين مصوع والخرطوم عن طريق كسلا.
وبمجرد أن وصل أرندروب إلى مصوع، أرسل رسالة إلى الإمبراطور أوضح فيها أن هدف الحملة هو تحديد الحدود بين مصر والحبشة، وأن مصر لا تنوي غزو أثيوبيا، ولكن الخديوي يخاف من تعيين كيركهام حاكما لأسمرة وجيندا وأمفيلا ولأن الأخير قام بأعمال ضايقت الحكومة المصرية غير أن يوحنا لم يرد على رسالته ربما بتخرريض من كيركهام الذي أوهمه بأن مصر تنوي اذلال إثيوبيا إذا ما هو رد على الرسالة.
وعلى ذلك فقد زحف أرندروب على أسمرة في إقليم هماسين وأخذ يتقدم. في هذا الإقليم يغريه على ذلك انسحاب يوحنا السريع أمامه إلى داخل البلاد وقد استولى أرندروب على جنيدا وعلى منزل كيركهام وأنزل العلم الإنجليزي، ورفع العلم المصري. وكان كيركهام مع الإمبراطور ولم يكن في ولايته. وتابع أرندروب زحفه نحو الجنوب، وكانت خطة الأثيوبيين استدراجه داخل البلاد حتى تطول طرق مواصلاته ويبتعد عن مركز تموينه وينال منه التعب والاضطراب نتيجة سيره في مناطق جبلية وعرة، وعند ذلك يطبق عليه يوحنا بجيشه ويقضي عليه. ولذلك رفض دعوى آرندروب إلى التفاوض بدلا من الحرب. وكان أرندروب قد عرض عليه أن يكون نهر مارب حدا فاصلا بين مصر وأثيوبيا.
وازاء ذلك لم ير أرندروب بدا من الزحف جنوبا، مقسما قواته إلى قسمين قاد أحدهما بنفسه، وأسند الآخر إلى الكولنيل دورهولتس. وكان أرندروب، يجهل في الواقع عدد القوات الأثيوبية التي استطاع يوحنا جمعها. والواقع أن يوحنا استطاع أن يثير النعرة الدينية والقومية عند الأثيوبيين ويحولها إلى حرب صليبية أخرى. فنجح في أن يجمع الرؤوس المعادين له وجعل مطران أثيوبيا يعلن الحرب المقدسة ويحرم كل من يرفض الاشتراك في هذه الحرب، وأعلن أن المصريين يعتدون عليه وأن الحرب قد أعلنت بينه وبين الحكومة المصرية. وعلى الجنود التجمع في عدوة، وبالفعل فقد تجمع لديه جيش ضخم فاق أرندروب بمراحل.

### الكمين
وبالرغم من أن آرندروب لم يعرف حجم جيوش يوحنس الرابع، فإنه لم ينتظر الإمدادات التي طلبها في زحفه جنوبا نحو عدوة حتى وصل إلى وادي جندب الذي يؤدي إلى نهر المأرب، حيث شيد المصريون معسكرا حصينا ثم تابعت الحملة زحفها. وفي 18 نوفمبر وقعت في كمين أعده يوحنا لها. وفي أثناء الاشتباك وصل أراكيل بك بالامدادات المطلوبة. واشترك في القتال، إلا أن معركة جوندت انتهت بهزيمة ساحقة للقوات المصرية، وقتل كل من أرندروب وأراكيل بيك والكونت زيكي، ورستم ناجي، وهرب دورهولتس (234). أما ماجور دنيسون الأمريكي وعمر رشدي فلم يشتركا في المعركة إذ كانا بعيدين عنها على قمة جبل آدي هوالا Addi Huala لكن الإثيوبيين حاصروا هذا الموقع، ودخل الإمبراطور مع دنيسون في مفاوضات انتهت بهروب ما تبقى من الحملة إلى مصوع بعد أن تركت أسلحتها كاملة. وقد خسرت مصر في هذه المعركة أربعة عشر بلوك من السودانيين وثمانية بلوكات مصرية ومجموعة من أكفأ الضباط المصريين وكمية من المدافع والأسلحة ومهماتها وأسر بعض المصريين (235).
وقد كان لهزيمة حملة أرندروب أثر سيئ في سنهيت ومصوع حيث ساد الفزع بين الأهالي الذين اعتقدوا أن يوحنا سيزحف على هذه المناطق ويستولي عليها (236). لذلك دعمت الحكومة المصرية حامياتها المنتشرة في هذه المناطق (237). وأرسلت إحدى السفن الحربية المصرية إلى مصوع لحماية المدينة من الإثيوبيين. كما منعت الحكومة المصرية حضور أي شخص كان من الذين اشتركوا في هذه الموقعة إلى مصر وذلك لمنع الشائعات المزعجة بين شعب مصر (238).
أما يوحنا، فقد رفض ما اقترحه عليه كبار رجال دولته من الاستمرار في الحرب ودخول مصوع، وذلك لأنه لم يكن يتوقع أن ينتصر عندما يصطدم بالثقل الحربي المركز في مصوع وما قد يثيره ذلك عند الدول الأوروبية. التي كانت تحافظ على الوضع. هذا بالإضافة إلى أن الإغارة على مصوع حياة الكثير من الأوروبيين في هذه المدينة. كما ان الإغارة على المدينة يحتاج إلى خطة مدروسة وجيش منظم ومدرب على تنفيذها. وعلاوة على ذلك فانه كان يتوقع هجوماً مصرية من جهة القلابات. وكان المفروض فعلا أن توجه مصر حملة من هذه المنطقة لمهاجمة يوحنا من الغرب في نفس وقت حملتي أرندروب ومنزنجر، إلا أنها لم تفعل ذلك. ربما لانها اعتقدت أن حملتي أرندروب ومنزنجر تكفيان للقضاء على حكم يوحنا. ومع ذلك احتاط يوحنا لذلك. وكلف راس عادال بمراقبة الحدود الغربية وتحركات القوات المصرية فيها. ولم تستغل مصر شك يوحنا في اخلاص هذا الراس له فتركت الجهة الغربية دون استغلال. وكان من الأسباب التي جعلته يحجم عن الاستمرار في محاربة المصريين ضعف ثقته في منليك وبخاصة بعد أن وصلته أخبار بأن مصر ترغب في اثارة ملك شوا ضده، لذلك فقد آثر العودة إلى عاصمته وأرسل قوة لمراقبة الحدود المصرية في شرق السودان (239).

### تحليل
والواقع أن هزيمة أرندروب تقع تبعتها في المقام الأول على الخديوي إسماعيل فمع أنه شاهد الحملة الإنجليزية على إثيوبيا والتي أنهت حكم تيودور والدراسات التي قامت بها بريطانيا، وعدد جنودها، والمعدات الحربية وما صرف عليها من أموال بلغت تسعة ملايين جنيه، واختيارها رجلا كفء تمرس على الحروب في المرتفعات والجبال، وتجنبت العوامل التي قد تجعل إثيوبيا متحدة ضدها بأن رفضت اشتراك مصر معها في الحرب، وبالرغم من أن إسماعيل لمس ذلك لكه فإنه اعتبر إثيوبيا دولة همجية من السهل اخضاعها فارسل حملتين فقط (أرندروب ومنزنجر) مجموع قواتها خمسة آلاف أو سنة آلاف مقاتل فقط. في حين أن حملة ناپيير بلغ عدد جنودها 14.683 جندياً. كما أن هناك فرقا شاسعا بين أرندروب، وروبرت ناپيير، فلم يكن الأول يعمل شيئا عن الحروب، ومع ذلك عينه إسماعيل قائدا للحملة ورقاه من ملازم إلى كولونل (أميرلاي) مباشرة، أما الثاني فان أعماله في الهند تؤهله لقيادة الحملة الإنجليزية (240).
غير أن إسماعيل تغاضي عن ذلك كله، ووقع فريسة لرجال حاشيته والمتملقين له حيث بالغوا في تقدير قوة جنود مصر وأن فرقة واحدة تساوي عشرين ألفا من الإثيوبيين كما أشار منزنجر إلى مقدرته على غزو إثيوبيا جميعها بأورطتين مصريتين فقط وقليل من النفقات. وقد أعجب إسماعيل بذلك (241). وربما كان هذا السبب في جعله لا يهتم كثيرا بنوعية قائد الحملة الذي لم يكن يستمع لنصائح من معه من كبار الضباط المصريين المدربين ذوي الخبرة في الحروب في هذه المناطق. وكان أكبر أخطائه تقسيم قواته إلى أقسام في أماكن متباعدة وعدم معرفة حجم قوات عدوه ومقدرتها الحربية ولا بطبيعة تضاريس المنطقة التي سيحارب فيها (242).
بل ان تسرعه في الزحف جنوبا قبل أن تصله الإمدادات التي طلبها يؤكد أنه لم تكن هناك خطة مدروسة يسير عليها، كما يؤكد أيضا أنه كان يعتقد مثلما كان يعتقد إسماعيل، أن الإثيوبيين قوم يسهل هزيمتهم. فلو كان يعقتد غير ذلك لما كان تقدم هكذا سريعا في أراضي إثيوبيا قبل أن تصله الإمدادات. وساعد على هزيمة أرندروب أيضا، ما نسب إلى بعض الضباط المشتركين في الحملة من اهمال وتخاذل بعكس بعضهم مثل رستم ناجي الذي اشيد بموقفه (243). كذلك سمح أرندروب لبعض الصحفيين الإنجليز بالتجول بين وحدات جيوشه، دون أن تكون هناك رقابة عليهم، ثم انتقالهم إلى معسكر يوحنا في ظروف غامضة. مكنت الاثيوبين من عرفة عدد القوات المصرية الزاحفة ونوعية سلاحها واتخاذ التدابير اللازمة للقضاء عليها في الوقت المناسب (244).
هذا بالإضافة غلى أن السلطات المصرية في مصوع وشرقي السودان لم تعلن ما قد نسميه الآن بالاحكام العرفية أو حالة الطوائ، بل تركت الحرية الكاملة للأجانب في الانتقال من الأراضي المصرية إلى الأراضي الإثيوبية. وقد استغل الاجانب هذه الحرية لصالح يوحنا. وكان على رأسهم دي سارزيك قنصل فرنسا السابق في مصوع، فبالرغم من عزله من منصبه، فإنه لم يغادر إثيوبيا وظل بها ينتقل بحرية تامة من مصوع إلى أثيوبيا ناقلاً المعلومات العسكرية عن القوات المصرية إلى يوحنا بل أنه قام بتهريب الأسلحة والذخائر عبر الخطوط المصرية بالرغم من الحظر الذي فرضته مصر على مرورها إلى إثيوبيا. وكان هذا القنصل يظهر عداء صريحا لمصر ويشجع يوحنا على أعماله العدائية ضدها (245).
وبالرغم من أن مصر لم تستفد شيئا من هذه الحملة، إلا أن يوحنا استفاد كثيرا إذ عم حكمه المزعزع في إثيوبيا. وسيطر إلى حد ما على الرؤوس المناوئين له إذ بفضل جهاده الصليبي ضد الحملة المصرية جعلهم ينظرون إليه على أنه حامي المسيحية في إثيوبيا (246)، كما استفاد بما غنمه من سلاح جيد فعال لم يستعمل، تركته الحملة بعد انسحابها.

## كتاباته
- تقرير قومسيون تنظيم المعارف - مط المدارس 1298 تقرير نمرة 4 طوبجية في وصف تيلمتر بولانجة المعد لمقياس المسافات وقت القتال - تأليف المسيو آرندروب بك عربه حماد بك - مط عموم أركان حرب سنة 1292 ج جداول لقاريتمية - استانة 1232 بولاق 1250.